# 反环境保护主义
反环保主义是針對环境保护运动所發起的反对和抵制运动。反环保主义者常基於一些科学與經濟理由，指出当前的氣候变化危机完全可以無視，这些人本身並非一定反对环境保護，更多的是反對环保主义者所灌輸的意识形態，特別的是具左翼倾向的环保主义者。
反环保主义者认为地球并不像环保主义者们所想的那样脆弱，他们认为人类无须對目前环境负责，所做出的行动完全合情合理并无任何问题。相比保护地球的生态环境，反环保主义更关注如就业机会、收入增长和工业发展等与人类利益相关的行动。一般来说，从事化工生产、石油开发、矿产开发、木材生产、房产开发、核子動力及電力設施的人士及常有反环保主义的动机。反环保主义者往往是保守的右翼人士，本身並非一定反对环境保護，但基於政治意识形態而反對左翼环保主义者。
反环保主义认为环保主义是人类对气候的影响的极端、错误和过度夸张的反应，并常常将其描述为反人类進步的运动。左翼环保主义者常要求增加对排放氣体的管制及增加税收来達到減排，这也是右翼反环保主义者反對的原因之一。

## 相關言论
- “环保行动是疯狂的行为，会在大自然的祭坛上牺牲掉美国的人民。”－李奧納多·德伯基（Leonard Theberge）[1]
- “我们的目标是破坏并根除环保运动。”－阿諾德（Arnold）[1]
- “扼杀环保运动。它是对美国经济最大的威胁。它不仅仅包括一小撮极端主义者，它本身就是极端的。”《傳統基金會政策檢討》（Heritage Foundation Policy Review），1990年
- “怀疑主义是由精英推动的用于反对环保运动的策略，这个策略的成功运用已经使美国对环境保护的投入变得十分有限了。”[3]